# Delia Zamudio
Pour les articles homonymes, voir Zamudio (homonymie).
Delia Rosa Zamudio Palacios  née le 20 juin 1943 à Chincha et morte le 28 septembre 2024, est une syndicaliste et une militante des droits des femmes afro-péruviennes.
Elle a été la première femme à devenir secrétaire générale de la Confédération générale des travailleurs du Pérou (CGTP). Elle travaille depuis les années 1970 à l'amélioration des droits humains et civils des travailleurs afro-péruviens et des femmes. En tant que fondatrice de la Casa de Refugio San Juan de Lurigancho, elle a œuvré pour aider les victimes de violences domestiques et sexuelles. Elle a été distinguée par le ministère de la Culture avec le prix de la personnalité méritante de la culture en 2014.

## Jeunesse et formation
Delia Rosa Zamudio Palacios est née en 1943, dans l'hacienda Hoja Redonda, dans la province péruvienne de Chincha.
Dans les années 1950, sa mère a émigré avec ses enfants dans le quartier de La Victoria, à Lima, à la recherche d'un emploi. Après avoir terminé la troisième année du cycle primaire, Zamudio a abandonné l'école pour s'occuper de ses jeunes frères et sœurs. À l'âge de douze ans, elle a commencé à travailler comme employée de maison et trois ans plus tard, elle a obtenu un emploi dans la conserverie Libertad, dans le district de Rímac. Tout en travaillant pendant la journée, elle est retournée à l'école et a terminé ses études primaires.
En 1966, elle a été embauchée dans une usine pharmaceutique et s'est syndiquée. En trois ans, elle a été élue secrétaire sociale du syndicat de l'usine. Poursuivant ses études du soir, Zamudio a terminé ses études secondaires au Collège national María Parado de Bellido à Rímac en 1971 

## Militantisme
La lutte de Zamudio pour son éducation et pour gagner un salaire décent en tant que femme noire pauvre dans une culture latine l'a conduite au militantisme.  En 1970, elle est devenue représentante de la Federación de Laboratorios, Farmacias y Afiliados et a commencé à participer en tant que déléguée aux conventions. Ouvertement critique à l'égard du régime militaire de Juan Velasco Alvarado, elle a participé à la Convention des communautés industrielles de 1974 pour protester contre le gouvernement. Devenue membre du Partido Obrero Revolucionario (POR) en 1975, elle a été élue comme secrétaire générale de la Confédération générale des travailleurs du Pérou (CGTP). Son élection à la tête d'une  organisation syndicale au Pérou fut une première, à la fois en tant que femme, et en tant que femme Afro-Péruvienne .
Zamudio participa à la grève nationale du 19 juillet 1977 lancée pour réclamer des droits sociaux et politiques. Elle a été sélectionnée par le POR comme candidate provisoire à l'Assemblée constituante de 1978, mais en raison de son activisme, elle a été remplacée par un autre candidat et a perdu son emploi.
En 1981, Zamudio est déléguée à la convention des travailleurs mexicains et, l'année suivante, elle devient secrétaire pour les questions féminines au sein de la CGTP. En plus de son activisme syndical, Zamudio a participé à des conférences sur les droits des femmes, telles que les conférences féministes latino-américaines qui se sont tenues au Brésil et au Mexique en 1986, ainsi que la cinquième conférence féministe argentine de 1990 à Buenos Aires. Préférant travailler dans des organisations de base en raison de l'attitude paternaliste des ONG féminines plus formelles, le militantisme de Zamudio s'est concentré sur l'autonomisation et la protection des femmes de la classe ouvrière. Elle a travaillé avec la Commission des femmes péruviennes (COMUP) pour évaluer les problèmes rencontrés par les femmes sur le marché du travail, en examinant les droits de maternité et le harcèlement sexuel, bien que les propositions ne soient pas devenues des lois avant l'adoption de la loi 27240 de 1999 sur la maternité et l'adoption et de la loi 27942 de 2004 sur le harcèlement sexuel.
Au milieu des années 1990, lorsque l'économie péruvienne est entrée en crise, Zamudio a de nouveau perdu son emploi et a travaillé dans un petit magasin à son domicile. En 1995, elle a publié Piel de mujer, un récit de vie décrivant ce que c'était que de grandir pauvre et noire avec des opportunités limitées et comment, grâce au militantisme et à la solidarité, elle a surmonté les abus physiques et émotionnels, le racisme et la discrimination auxquels elle a été confrontée en aidant les autres. Elle a fondé un refuge pour femmes, la Casa de Refugio San Juan de Lurigancho, pour aider les femmes et les enfants qui fuient les violences domestiques dans son quartier. Poursuivant son plaidoyer en faveur des Afro-Péruviens, elle travaille avec le ministère de la Femme au sein du Bureau du travail afro-péruvien pour répondre aux préoccupations des femmes qui travaillent. En 2014, lors de la Journée internationale de la femme, Zamudio a été l'une des lauréates du prix de la personnalité méritante de la culture pour son travail de défense des droits de l'homme. Son témoignage a été republié en 2016 par le LUNDU Centro de Estudios y Promoción Afroperuanos dans une compilation comprenant quarante études de cas de violence contre les femmes d'ascendance africaine au Pérou
.